# Chrysobothris gemmata
Chrysobothris gemmata är en skalbaggsart som beskrevs av Leconte 1858. Chrysobothris gemmata ingår i släktet Chrysobothris och familjen praktbaggar. Inga underarter finns listade i Catalogue of Life.